# Premier League de Escocia 2009-10
La temporada 2009-10 fue la 113.ª edición del Campeonato escocés de fútbol y la 12.ª edición como Premier League de Escocia, la división más importante del fútbol escocés. La competencia comenzó el 15 de agosto de 2009 y finalizó el 9 de mayo de 2010 con la conquista del Glasgow Rangers de su 53.er título de liga.

## Equipos y estadios
| Club                | Ciudad     | Estadio             | Capacidad |
| ------------------- | ---------- | ------------------- | --------- |
| Aberdeen            | Aberdeen   | Pittodrie Stadium   | 22.199    |
| Celtic              | Glasgow    | Celtic Park         | 60.837    |
| Dundee United       | Dundee     | Tannadice Park      | 14.209    |
| Falkirk             | Falkirk    | Falkirk Stadium     | 9.200     |
| Hamilton Academical | Hamilton   | New Douglas Park    | 6.000     |
| Heart of Midlothian | Edimburgo  | Tynecastle Stadium  | 17.420    |
| Hibernian           | Edimburgo  | Easter Road Stadium | 20.421    |
| Kilmarnock          | Kilmarnock | Rugby Park          | 18.128    |
| Motherwell          | Motherwell | Fir Park            | 13.742    |
| Rangers             | Glasgow    | Ibrox Stadium       | 51.082    |
| St. Johnstone       | Perth      | McDiarmid Park      | 10.696    |
| Saint Mirren        | Paisley    | Saint Mirren Park   | 8.023     |

## Tabla de posiciones
| Pos | Equipo              | PJ | PG | PE | PP | GF | GC | GA  | Pts |
| --- | ------------------- | -- | -- | -- | -- | -- | -- | --- | --- |
| 1.  | Rangers             | 38 | 26 | 9  | 3  | 82 | 28 | +54 | 87  |
| 2.  | Celtic              | 38 | 25 | 6  | 7  | 75 | 39 | +36 | 81  |
| 3.  | Dundee United       | 38 | 17 | 12 | 9  | 55 | 47 | +8  | 63  |
| 4.  | Hibernian           | 38 | 15 | 9  | 14 | 58 | 55 | +3  | 54  |
| 5.  | Motherwell          | 38 | 13 | 14 | 11 | 52 | 54 | -2  | 53  |
| 6.  | Hamilton Academical | 38 | 13 | 10 | 15 | 39 | 46 | -7  | 49  |
|     |                     |    |    |    |    |    |    |     |     |
| 7.  | Heart of Midlothian | 38 | 13 | 9  | 16 | 35 | 46 | -11 | 48  |
| 8.  | St. Johnstone (A)   | 38 | 12 | 11 | 15 | 57 | 61 | -4  | 47  |
| 9.  | Aberdeen            | 38 | 10 | 11 | 17 | 36 | 52 | -16 | 41  |
| 10. | Saint Mirren        | 38 | 7  | 13 | 18 | 36 | 49 | -13 | 34  |
| 11. | Kilmarnock          | 38 | 8  | 9  | 21 | 29 | 51 | -22 | 33  |
| 12. | Falkirk             | 38 | 6  | 13 | 19 | 31 | 57 | -26 | 31  |

 PJ = Partidos jugados; PG = Partidos ganados; PE = Partidos empatados; PP = Partidos perdidos;
GF = Goles anotados; GC = Goles recibidos; DG = Diferencia de gol; PTS = Puntos
- (A) : Ascendido la temporada anterior.

|  | Campeón y clasificado a Liga de Campeones de la UEFA 2010-11. |
|  | Clasificado a Liga de Campeones de la UEFA 2010-11.           |
|  | Clasificado a Liga Europea de la UEFA 2010-11.                |
|  | Desciende a Primera División de Escocia.                      |

## Máximos goleadores
| Pos. | Jugador              | Club          | Goles |
| ---- | -------------------- | ------------- | ----- |
| 1    | Kris Boyd            | Rangers       | 23    |
| 2    | Anthony Stokes       | Hibernian     | 21    |
| 3    | Kenny Miller         | Rangers       | 18    |
| 4    | Jon Daly             | Dundee United | 13    |
| 4    | Derek Riordan        | Hibernian     | 13    |
| 6    | Lukas Jutkiewicz     | Motherwell    | 12    |
| 6    | Robbie Keane         | Celtic        | 12    |
| 8    | John Sutton          | Motherwell    | 11    |
| 9    | Marc-Antoine Fortuné | Celtic        | 10    |
| 9    | Scott McDonald       | Celtic        | 10    |
| 9    | Georgios Samaras     | Celtic        | 10    |

Fuentes: SPL BBC Archivado el 6 de enero de 2009 en Wayback Machine.

## Primera División - First División
La Primera División 2009-10 fue ganada por el Inverness CT que accede a la máxima categoría, Ayr United FC desciende a la Segunda División.
| Pos | Equipo               | PJ | PG | PE | PP | GF | GC | GA  | Pts |
| --- | -------------------- | -- | -- | -- | -- | -- | -- | --- | --- |
| 1.  | Inverness CT         | 36 | 21 | 10 | 5  | 72 | 32 | +40 | 73  |
| 2.  | Dundee FC            | 36 | 16 | 13 | 7  | 48 | 34 | +14 | 61  |
| 3.  | Dunfermline Athletic | 36 | 17 | 7  | 12 | 54 | 44 | +10 | 58  |
| 4.  | Queen of the South   | 36 | 15 | 11 | 10 | 53 | 40 | +13 | 56  |
| 5.  | Ross County          | 36 | 15 | 11 | 10 | 46 | 44 | +2  | 56  |
| 6.  | Partick Thistle      | 36 | 14 | 6  | 16 | 43 | 40 | +3  | 48  |
| 7.  | Raith Rovers         | 36 | 11 | 9  | 16 | 36 | 47 | −11 | 42  |
| 8.  | Greenock Morton      | 36 | 11 | 4  | 21 | 40 | 65 | −25 | 37  |
| 9.  | Airdrie United       | 36 | 8  | 9  | 19 | 41 | 56 | −15 | 33  |
| 10. | Ayr United           | 36 | 7  | 10 | 19 | 29 | 60 | −31 | 31  |